# سدناوي

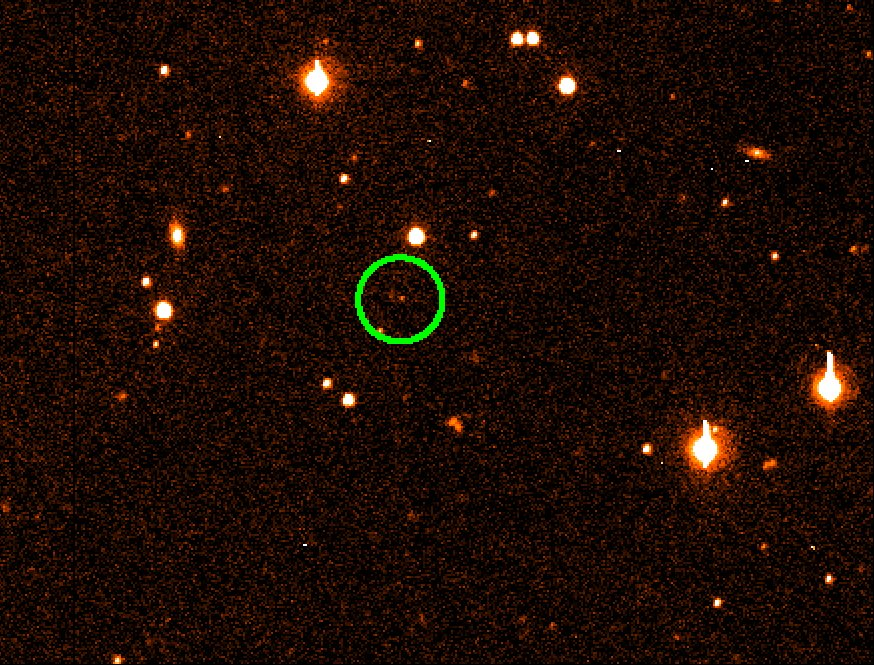
سدنا، أول الأجرام السدناوية وإليه تنسب

سِدْنَاوِيّ (الجمع: سِدْنَاويَّات) (بالإنجليزية: Sednoid)‏ هو جرم ما وراء نبتون يقع في مدار يبعد عند أقرب نقطة من الشمس 50 وحدة فلكية ونصف محورة الرئيسي 150 وحدة فلكية. هناك حتى الآن جسمان فقط معروفان من هذه المجموعة، سدنا 90377 و 2012 VP113 وكلاهما له حضيض شمسي أكبر من 75 وحدة فلكية. ولكن يشتبه في أن هناك أكثر من ذلك بكثير. هذه الأجرام تقع خارج فجوة تبدو تقريبا فارغة في النظام الشمسي بدءا من حوالي 50 وحدة فلكية، ولايوجد تفاعل كبير مع الكواكب. وعادة ما تصنف مع الأجرام المنفصلة. حسب بعض علماء الفلك، مثل سكوت شيبارد، تعدّ السدناويّات أجرامًا لسحابة أورت الداخلية (inner Oort cloud objects، تُختصر إلى OCOs)، على الرغم من أن سحابة أورت الداخلية، أو سحابة هيلز، تقع أصلًا وراء 2000 وحدة فلكية، أبعد بعدة مرات من السدناويّات المعروفة.

## مدار غير قابل للتفسير
لا يمكن تفسير مدارات السدناويّات الإهليلجية الحالية من خلال اضطراب مداري ناتج عن الكواكب العملاقة، ولا عن طريق تفاعل مد وجزر مجري. إذا كانت السدناويّات تشكلت في مواقعها الحالي، يجب أن تكون مداراتها الأصلية دائرية؛ وإلا متنامية ولن يكون هذا ممكنا لأن السرعات النسبية الكبيرة بين الكواكب المصغرة قد تكون مخلة بالنظام.